# Staurogyne aristata
Staurogyne aristata är en akantusväxtart som beskrevs av E. Plossain. Staurogyne aristata ingår i släktet Staurogyne och familjen akantusväxter. Inga underarter finns listade i Catalogue of Life.